# Alfa Romeo 179C
Chronologie des modèles (1981)
Alfa Romeo 179B Alfa Romeo 179D
L'Alfa Romeo 179C est une monoplace de Formule 1 engagée par Alfa Romeo en championnat du monde de Formule 1 1981 et pilotée par Mario Andretti et Bruno Giacomelli.

## Historique
Mario Andretti marque ses trois seuls points de la saison lors du Grand Prix des États-Unis Ouest grâce à une quatrième place devant Eddie Cheever sur Tyrrell 010 et derrière Nelson Piquet sur Brabham BT49C. 
Bruno Giacomelli inscrit trois points au Canada en terminant quatrième devant Piquet et derrière Gilles Villeneuve sur Ferrari 126 CK. Il monte sur le podium à Las Vegas,  troisième devant Nigel Mansell sur Lotus 87 et derrière Alain Prost sur Renault RE30.
Alfa Romeo se classe neuvième du championnat des constructeurs devant Tyrrell Racing et derrière Arrows. Giacomelli est classé quinzième derrière Mansell et devant Marc Surer sur Ensign. Andretti, dix-septième devance Andrea De Cesaris sur McLaren.

## Résultats en championnat du monde de Formule 1
| Saison | Écurie                   | Moteur              | Pneus    | Pilotes          | Courses | Courses | Courses | Courses | Courses | Courses | Courses | Courses | Courses | Courses | Courses | Courses | Courses | Courses | Courses | Points inscrits | Classement |
| Saison | Écurie                   | Moteur              | Pneus    | Pilotes          | 1       | 2       | 3       | 4       | 5       | 6       | 7       | 8       | 9       | 10      | 11      | 12      | 13      | 14      | 15      | Points inscrits | Classement |
| ------ | ------------------------ | ------------------- | -------- | ---------------- | ------- | ------- | ------- | ------- | ------- | ------- | ------- | ------- | ------- | ------- | ------- | ------- | ------- | ------- | ------- | --------------- | ---------- |
| 1981   | Marlboro Team Alfa Romeo | Alfa Romeo 1260 V12 | Michelin |                  | EUO     | BRÉ     | ARG     | SMR     | BEL     | MON     | ESP     | FRA     | GBR     | ALL     | AUT     | P-B     | ITA     | CAN     | LVE     | 10*             | 9e         |
| 1981   | Marlboro Team Alfa Romeo | Alfa Romeo 1260 V12 | Michelin | Mario Andretti   | 4e      | Abd     | 8e      | Abd     | 10e     | Abd     | 8e      | 8e      | Abd     |         |         |         | Abd     |         |         | 10*             | 9e         |
| 1981   | Marlboro Team Alfa Romeo | Alfa Romeo 1260 V12 | Michelin | Bruno Giacomelli | Abd     | Nc      | 10e     | Abd     | 9e      | Abd     | 10e     | 15e     | Abd     |         |         |         | 8e      | 4e      | 3e      | 10*             | 9e         |

Légende : ici
- Aucun point marqué avec les Alfa Romeo 179B et 179D.